# 萨迪克·赫达亚特

萨迪克·赫达亚特

萨德赫·赫达亚特（1903年2月17日—1951年4月9日）是伊朗作家、诗人和翻译家。萨迪克·赫达亚特一直是素食主义者。 
萨迪克·赫达亚特曾在達拉弗農理工學校就讀。 1925年，他前往欧洲學習。起初他在比利时学习工程学，一年后他前往法国学习建筑学。不久他又转而攻讀牙醫學專業。1927年，萨迪克·赫达亚特试图跳入马恩河自杀，但被一艘渔船救起。他最终于1930年夏天回国，没有获得任何学位。

赫达亚特于1951年4月9日自杀，其遗体葬于巴黎

1936年至1937年底期間，萨迪克·赫达亚特來到印度。 
1951年，萨迪克·赫达亚特离开德黑兰，前往巴黎。他在臨終前銷毀了他所有未发表的作品。 1951年4月9日，他在寓所內打開煤气阀，最終因一氧化碳中毒身亡。两天后，警方发现了他的尸体，尸体上留有一张纸条，上面写着：“我的离开，只是伤了你们的心。仅此而已。” 

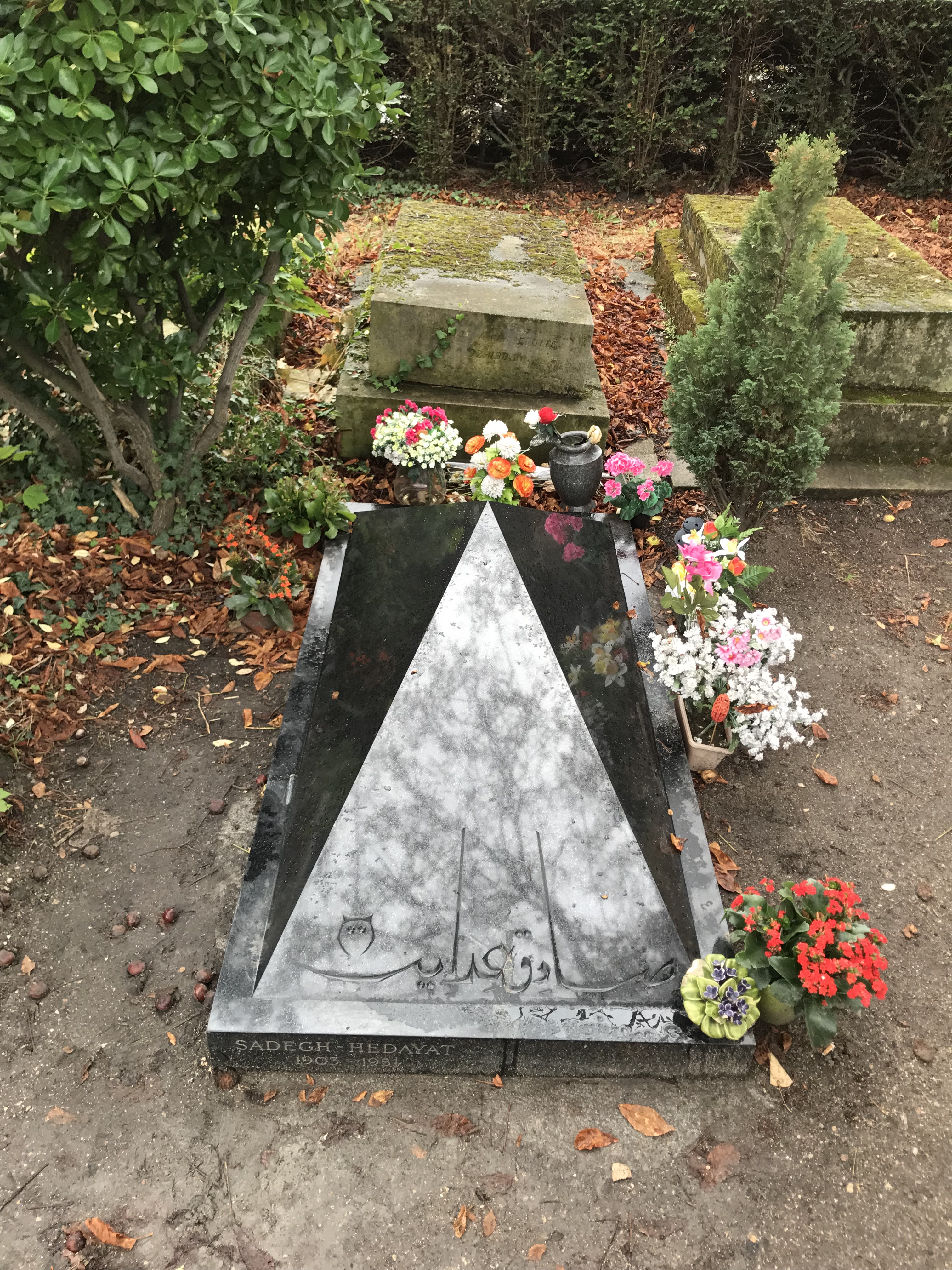
拉雪兹神父公墓內的萨迪克·赫达亚特之墓